# Rollerdrome
Rollerdrome est un jeu vidéo d'action développé par Roll7 et édité par Private Division. Le jeu est sorti le 16 août 2022 pour Windows PC, PlayStation 4 et PlayStation 5.

## Système de jeu
Dans ce jeu, les joueurs prennent le contrôle de Kara Hassan, une participante à un sport mortel nommé "rollerdrome" dans lequel ils doivent effectuer des tours de patin à roulettes tout en luttant contre des ennemis connus sous le nom de "house players" utilisant diverses armes à feu. Il est joué du point de vue à la troisième personne. Les munitions sont rechargées en exécutant divers tricks en patin à roulettes, tandis que les ennemis laisseront tomber des points de santé lorsqu'ils seront vaincus. Les joueurs doivent continuer à bouger, esquiver les attaques arrivantes, utiliser une option de verrouillage pour verrouiller les ennemis et ralentir brièvement le temps pour viser. Au fur et à mesure que les joueurs terminent les niveaux, ils débloqueront progressivement des armes plus puissantes telles que des lance-grenades et des fusils de chasse, bien qu'ils devront affronter des ennemis plus difficiles tels que des gardes anti-émeute et des tireurs d'élite. Chaque étape comporte également des défis facultatifs, qui invitent les joueurs à accomplir des exploits tels que l'élimination d'ennemis tout en exécutant des tours. 

## Développement
Rollerdrome est actuellement développé par Roll7, la société à l'origine de la série OlliOlli. Le jeu était initialement un projet parallèle du concepteur de jeux solo Paul Rabbitte, qui a ensuite rejoint Roll7 pour terminer ce projet. Rabbitte a alors décrit le prototype du jeu comme un mélange entre les jeux Tony Hawk et Doom. Le jeu a passé deux ans en production, l'équipe passant la première année de développement à décider du gameplay de base. Ils ont finalement décidé que Rollerdrome serait principalement un jeu de tir, bien que les mécanismes de patinage se complètent fortement avec le jeu de tir. Les joueurs ne tomberont pas même s'ils n'ont pas réussi à effectuer un trick. Il s'agit d'une décision de conception de gameplay intentionnelle pour s'assurer que les joueurs peuvent maintenir leur élan à la fois en patinage et en combat. Selon le producteur principal Drew Jones, le jeu était "une richesse d'inspiration fantastique des années 1970", citant Rollerball et The Running Man comme exemples. Le jeu présente un style visuel stylisé avec du cel-shading, car l'équipe pensait qu'un style artistique simple ne compromettrait pas la lisibilité du gameplay et que les joueurs ne seraient pas facilement submergés. 
Roll7 et l'éditeur Private Division ont annoncé le jeu le 2 juin 2022 lors de l'événement State of Play de Sony. Le jeu est sorti sur Windows PC, PlayStation 4 et PlayStation 5 le 16 août 2022. 

## Accueil
Rollerdrome a reçu des critiques généralement favorables, d'après l'agrégateur de critiques Metacritic qui lui a attribué une moyenne de 80/100 sur Microsoft Windows et 79/100 sur PlayStation 5.
Tiraxa de Jeuxvideo.com lui a attribué la note de 16/20 en relevant des "excellentes sensations" et une "direction artistique très en vogue" mais que les "animations un peu rigides" enlève un peu de charme au jeu.

### Récompenses
| Année | Prix                    | Catégorie                | Résultat |
| ----- | ----------------------- | ------------------------ | -------- |
| 2023  | BAFTA Games Awards 2023 | Meilleur jeu britannique | Lauréat  |